# Íñigo Vélez de Guevara

Erb rodu Vélez de Guevara (čtvrcený šít s hermelínovými břevny a listy s hodnostní korunou z titulu hrabat de Oñate)

Don Íñigo Vélez de Guevara y Tassis, sedmý hrabě de Oñate a hrabě de Villamediana (* 1566 – 31. října 1644) byl španělský šlechtic a významný politik a diplomat. Hlavní roli sehrál především během třicetileté války.

## Život
Narodil se jako syn Pedra Véleze de Guevara a Marie de Tassis. Později si vzal za manželku Catalinu Vélezovou, pátou hraběnku de Oñate. Když zemřel v roce 1588 její jediný bratr Ladrón v bitvě proti Anglii, zdědil Inigo Vélez titul hraběte de Oñate. Další titul de Villamediana získal po smrti svého bratrance Juana de Tassis y Peralta, který byl druhým hrabětem de Villamediana.
U dvora krále Filipa III. zastával funkci nejvyššího komořího. V této funkci se účastnil nizozemské revoluce, ve které byl i zajat. Za věrné služby se stal rytířem španělského Řádu sv. Jakuba. Byl vyslán na diplomatickou misi ke dvoru Karla Emanuela Savojského. Nějakou dobu také sloužil jako španělský velvyslanec u Svatého stolce. Později, během třicetileté války ho Španělsko poslalo s armádou pod vedením generála Ambrosia Spinoly z Bruselu jako velvyslance do Vídně na pomoc císaři.
Z tohoto titulu se mu podařilo přesvědčit luteránského saského kurfiřta Jana Jiřího, aby nechal císařskou ligistickou armádu projít přes svoje území do Čech a za to mu přislíbil obě Lužice. Tato armáda později porazila žoldácké vojsko českých stavů v bitvě na Bílé hoře.
Don Íñigo Vélez se také zasadil o to, aby byl Fridrichu Falckému odebrán kurfiřtský titul a předán bavorskému vévodovi Maxmiliánovi za jeho podporu Katolické ligy. Společně s vrchním velitelem ligistických vojsk Johannem Tillym se zúčastnil potlačení vzpoury v Horních Rakousích (tohoto tažení se mimo jiné účastnil i filozof René Descartes). U vídeňského dvora zůstal jako zvláštní španělský vyslanec a patřil k těm, kdož se zasloužili o pád vrchního velitele císařských vojsk, Albrechta z Valdštejna.
Don Íñigo Vélez zemřel roku 31. října 1644 v Madridu jako tajný a státní rada a jako prezident Rady královského řádu. Jeho syn, také don Íñigo Vélez IV., chtěl pochovat jeho tělo se vší pompou v kostele svatého Filipa, ale králi nepřišlo vhodné, aby se tento pohřeb setkal s pohřbem jeho první ženy Izabely, která zemřela 6. října, a proto musel všechnu smuteční výzdobu odvolat a navíc zaplatit pokutu 4000 reálů.